# The Champions
The Champions ist eine britische Science-Fictionserie, die zwischen 1968 und 1969 produziert wurde.

## Handlung
Craig Sterling, Sharon McCready und Richard Barrett sind Agenten der Geheimorganisation Nemesis, die von den Vereinten Nationen getragen wird. Diese bekämpft die internationale Kriminalität und setzt sich für den Weltfrieden ein. Alle drei Agenten haben ihr eigenes Spezialgebiet: Stirling ist Pilot, McCready Ärztin und Barret Computerexperte. Als sie mit einem Geheimauftrag nach China unterwegs sind, um dort ein tödliches Virus sicherzustellen, stürzt ihr Flugzeug über Tibet ab. Alle drei überleben den Absturz durch die übernatürlichen Kräfte von Einwohnern einer geheimen tibetischen Siedlung. Aber sie werden nicht nur geheilt, sie erhalten auch mentale und physische Superkräfte. So sind unter anderem alle ihre Sinne geschärft, sie verfügen über längere Ausdauer und mehr Kraft als zuvor. Ihr Vorgesetzter Commander W. L. Tremayne ahnt nichts von den Fähigkeiten seiner Agenten.

## Hintergrund
Die Serie wurde von den Produzenten Monty Berman und Dennis Spooner ersonnen. Berman hatte bereits zuvor mit Simon Templar einen Serienhit gelandet, Spooner hatte zuvor Doctor Who produziert. Als Gaststars traten unter anderem Colin Blakely, Jeremy Brett, Donald Sutherland und Burt Kwouk auf.
Im deutschen Fernsehen war die Serie erstmals 1991 auf ProSieben zu sehen.